# Buró de transporte de la ciudad de Nagoya
El Buró de transporte de la ciudad de Nagoya (名古屋市交通局 Nagoya-shi Kōtsūkyoku?) es una agencia gubernamental dependiente de la ciudad de Nagoya los sistemas de autobús y metro de esta. Fue fundada el 1 de agosto de 1922, como operadora del tranvía que la ciudad había comprado al ferrocarril eléctrico de Nagoya; actual Nagoya Railroad Co., Ltd. (名古屋鉄道株式会社 Nagoya Tetsudō Kabushiki-gaisha?).

## Medios de transporte
- En operación
  - Metro Municipal de Nagoya: 6 líneas (93,3 km)
  - Bus municipal de Nagoya
- Suspendidos
  - Tranvía de la ciudad de Nagoya
  - Trolebús municipal de Nagoya
  - Monoriel del parque Higashiyama

## Historia
- 1922 (1 de agosto): Comienza a funcionar la agencia como Tranvías de Nagoya, con la recién adquirida red de tranvías.
- 1930 (1 de febrero): Comienza a operar una red de autobús.
- 1935 (28 de diciembre): Hereda servicios de autobús.
- 1936 (24 de mayo): Hereda servicios de autobús y ferrocarriles de la compañía de ferrocarriles eléctricos Nakamura.
- 1936 (24 de mayo): Hereda servicios de autobús del centro de negocios de la ciudad.
- 1937 (1 de marzo): Hereda servicios de autobús de las empresas Mikawa, Tsukiji Den e Iwatsuki.
- 1938 (1 de febrero): Hereda servicios de autobús de la empresa Aoi.
- 1943 (10 de mayo): Inaugura la primera línea de trolebús.
- 1945 (2 de octubre): Es reorganizada en el actual Buró de Transporte de la ciudad de Nagoya.
- 1951 (14 de enero): Se suspenden los servicios de trolebús.
- 1957 (15 de noviembre): Comienza a operar la primera línea de metro, la línea Higashiyama.
- 1965 (15 de octubre): Comienza a operar la línea Meikō de metro, y parte de la actual línea Meijō.
- 1974 (30 de marzo): Comienza a operar parte de la actual línea Meijō.
- 1974 (31 de marzo): Se suspenden los servicios de tranvía.
- 1977 (18 de enero): Comienza a operar la línea Tsurumai
- 1979 (29 de julio): Comienza a operar la línea Meitetsu Toyota en parte de la infraestructura de la línea Tsurumai.
- 1989 (10 de septiembre): Comienza a operar la línea Sakura-dōri.
- 1993 (12 de agosto): La línea Meitetsu Inuyama comienza a operar en infraestructura de la línea Tsurumai.
- 1994 (5 de junio): Lanzamiento del boleto turístico いこまいきっぷ.
- 2003 (27 de marzo): Inauguración de la línea Kamiiida, la cual operaría en conjunto con la línea Meitetsu Komaki.
- 2003 (27 de marzo): Comienzo de la implementación de la tarjeta Tranpass en reemplazo de los boletos comunes.
- 2004 (6 de octubre): Comienzo de operaciones de la línea Meijō como circular (o de bucle) y cambio de recorrido de la línea Meikō
- 2006 (1 de abril): Nuevos servicios para el autobús y el metro, vía internet.
- 2010 (1 de marzo): Lanzamiento de nuevo boleto estudiantil.
- 2011 (11 de febrero): Introducción de la tarjeta sin contacto Manaca.[1]
- 2012 (29 de febrero): Se discontinua del boleto Yurika.
- 2012 (21 de abril): Las tarjetas Manaca y Toica se vuelven compatibles.
- 2013 (23 de marzo): Las tarjetas Kitaca, PASMO, Suica, ICOCA, PiTaPa, nimoca, Hayakaken y SUGOCA se vuelven compatibles.